# Saison 3 de True Blood
Chronologie
Saison 2 Saison 4
Cet article présente les douze épisodes de la troisième saison de la série télévisée américaine True Blood. Cette saison a été diffusée du 13 juin au 12 septembre 2010 sur HBO.

## Généralités
La série décrit la coexistence entre les humains et les vampires, récemment révélés à la face du monde : à la suite de la mise au point par des scientifiques japonais du Tru Blood, un sang synthétique, les vampires ont fait leur « coming out » à travers le monde, et tentent désormais de s'intégrer à la population.
C'est dans ce contexte que Sookie Stackhouse, une jeune serveuse télépathe, rencontre Bill Compton, un vampire de 173 ans dont elle est incapable d'entendre les pensées ; mais cette relation n'est pas vue d'un très bon œil dans la petite bourgade de Bon Temps, où le racisme anti-vampires augmente au fur et à mesure que les meurtres se succèdent.
Cette saison, qui comporte 12 épisodes, suit l'intrigue du troisième volume Mortel corps à corps et regroupe divers éléments du quatrième opus, Les Sorcières de Shreveport de la saga littéraire La Communauté du Sud.
Aux États-Unis, la série a été diffusée le dimanche, en première partie de soirée à 21h.

## Distribution

### Acteurs principaux
Note : Ici sont listés les acteurs crédités comme principaux.
- Anna Paquin (VF : Chloé Berthier) : Sookie Stackhouse
- Stephen Moyer (VF : Damien Boisseau) : Bill Compton
- Sam Trammell (VF : Alexis Victor) : Sam Merlotte
- Ryan Kwanten (VF : Axel Kiener) : Jason Stackhouse
- Rutina Wesley (VF : Sophie Riffont) : Tara Thornton
- Nelsan Ellis (VF : Lucien Jean-Baptiste) : Lafayette Reynolds
- Alexander Skarsgård (VF : Nessym Guétat) : Eric Northman
- Jim Parrack (VF : Francis Benoît) : Hoyt Fortenberry
- Chris Bauer (VF : Gilles Morvan) : Andy Bellefleur
- Carrie Preston (VF : Véronique Alycia) : Arlene Fowler
- William Sanderson (VF : Philippe Ariotti) : Bud Dearborne
- Deborah Ann Woll (VF : Stéphanie Lafforgue) : Jessica Hamby
- Mariana Klaveno : Lorena Krasiki
- Kristin Bauer (VF : Dominique Vallée) : Pamela « Pam » Swynford de Beaufort
- Denis O'Hare (VF : Nicolas Marié) : Russell Edgington
- Marshall Allman (VF : Brice Ournac) : Tommy Mickens
- Todd Lowe (VF : Philippe Sollier) : Terry Bellefleur
- Lindsay Pulsipher (VF : Aurélie Mériel) : Crystal Norris

## Résumé
Sookie part à la recherche de Bill, enlevé par le très puissant et charismatique roi-vampire du Mississippi pour servir son complot contre la reine de Louisiane, déjà en difficulté. Sookie découvre également une nouvelle race de créatures surnaturelles, les loups-garous, parmi lesquels elle se fait un allié, Alcide Herveaux. De son côté, Tara doit faire face à la disparition violente d'Eggs, tandis que Jason est rongé par les remords. On en apprend davantage sur les origines de Sam.

## Liste des épisodes

### Épisode 1:Du mauvais sang
- États-Unis : 13 juin 2010 sur HBO[1].
- Québec : 24 octobre 2010 sur Super Écran[2]
- France : 2 novembre 2010 sur Orange Cinémax[3],[4]
- Suisse : 22 juillet 2011 sur TSR1[5]
- Belgique :  7 novembre 2011 sur BeTV[6]

- États-Unis : 5,10 millions de téléspectateurs (première diffusion)[7]

- Créditées special guest starring : 
  - Evan Rachel Wood (Sophie-Anne Leclerq)
  - Adina Porter (Lettie Mae Thornton)
- Crédités guest starring : 
  - Zeljko Ivanek (L'Ordonnateur)
  - Grant Bowler (Cooter)
  - Tanya Wright (Kenya)
  - Natasha Alam (Yvetta)
  - Don Swayze (Gus)
  - Gregg Daniel (Révérend Daniels)

### Épisode 2:Beautés brisées
- États-Unis : 20 juin 2010 sur HBO[8]
- Québec : 31 octobre 2010 sur Super Écran[2]
- France : 2 novembre 2010 sur Orange Cinémax[4]
- Suisse : 22 juillet 2011 sur TSR1[5]
- Belgique :  7 novembre 2011 sur BeTV[6]

- États-Unis : 4,26 millions de téléspectateurs (première diffusion)[9]

- Créditée special guest starring :
  - Alfre Woodard (Ruby Jean Reynolds)
- Crédités guest starring : 
  - James Frain (Franklin Mott)
  - Tanya Wright (Kenya Jones)
  - John Hillard (Hank)
  - Gregory Sporleder (Calvin Norris)
  - John Rezig (Kevin Ellis)

### Épisode 3:Douloureuse Vérité
- États-Unis : 27 juin 2010 sur HBO[8]
- Québec : 7 novembre 2010 sur Super Écran
- France : 9 novembre 2010 sur Orange Cinémax[4]
- Suisse : 29 juillet 2011 sur TSR1[10]
- Belgique :  14 novembre 2011 sur BeTV[6]

- États-Unis : 4,46 millions de téléspectateurs (première diffusion)[11]

- Crédités guest starring : 
  - James Frain (Franklin Mott)
  - John Billingsley (Mike Spencer)
  - Tanya Wright (Kenya Jones)
  - Shannon Lucio (Caroline Compton)
  - Natasha Alam (Yvetta)
  - Don Swayze (Gus)
  - Dakin Matthews (Dr Robideaux)
  - Joe Manganiello (Alcide Herveaux)

### Épisode 4:Neuf Crimes
- États-Unis : 11 juillet 2010 sur HBO[8]
- France : 9 novembre 2010 sur Orange Cinémax[4]
- Québec : 14 novembre 2010 sur Super Écran
- Suisse : 29 juillet 2011 sur TSR1[10]
- Belgique :  14 novembre 2011 sur BeTV[6]

- États-Unis : 4,68 millions de téléspectateurs (première diffusion)[12]

- Crédités guest starring : 
  - Zeljko Ivanek (L'Ordonnateur)
  - Grant Bowler (Cooter)
  - Joe Manganiello (Alcide Herveaux)
  - Brit Morgan (Debbie Pelt)
  - Tanya Wright (Kenya Jones)
  - Theo Alexander (Talbot)
  - James Frain (Franklin Mott)
  - Gregory Sporleder (Calvin Norris)
  - J. Smith-Cameron (Melinda Mickens)
  - Cooper Huckabee (Joe Lee Mickens)
  - Don Swayze (Gus)
  - Natasha Alam (Yvetta)
  - James Harvey Ward (Felton Norris)
  - Grey Damon (Kitch Maynard)
  - Jade Tailor (Anne)
  - Dawn Olivieri (Janice Herveaux)
  - John Rezig (Kevin Ellis)
- Créditée co-starring : 
  - Carlson Young (Tammy)

### Épisode 5:Problème
- États-Unis : 18 juillet 2010 sur HBO[8]
- France : 16 novembre 2010 sur Orange Cinémax[4]
- Québec : 21 novembre 2010 sur Super Écran
- Suisse : 5 août 2011 sur TSR1[13]
- Belgique : 21 novembre 2011 sur BeTV

- États-Unis : 4,86 millions de téléspectateurs (première diffusion)[14]

- Crédités guest starring : 
  - Grant Bowler (Cooter)
  - Joe Manganiello (Alcide Herveaux)
  - Brit Morgan (Debbie Pelt)
  - Tanya Wright (Kenya Jones)
  - Theo Alexander (Talbot)
  - James Frain (Franklin Mott)
  - J. Smith-Cameron (Melinda Mickens)
  - Cooper Hukabee (Joe Lee Mickens)
  - Melissa Rauch (Summer)
  - John Rezig (Kevin Ellis)

### Épisode 6:J'ai le droit de chanter du blues
- États-Unis : 25 juillet 2010 sur HBO[8]
- France : 16 novembre 2010 sur Orange Cinémax[4]
- Québec : 28 novembre 2010 sur Super Écran
- Suisse : 5 août 2011 sur TSR1[13]
- Belgique : 21 novembre 2011 sur BeTV

- États-Unis : 4,74 millions de téléspectateurs (première diffusion)[15]

- Crédités guest starring : 
  - Evan Rachel Wood (Sophie-Anne Leclerq)
  - Grant Bowler (Cooter)
  - Joe Manganiello (Alcide Herveaux)
  - Brit Morgan (Debbie Pelt)
  - Theo Alexander (Talbot)
  - James Frain (Franklin Mott)
  - J. Smith-Cameron (Melinda Mickens)
  - Don Swayze (Gus)
  - Jessica Tuck (Nan Flanagan)
  - John Prosky (David Finch)
  - James Harvey Ward (Felton Norris)
  - Grey Damon (Kitch Maynard)
  - Carlson Young (Tammy)

### Épisode 7:Tomber à terre
- États-Unis : 1er août 2010 sur HBO[8]
- France : 23 novembre 2010 sur Orange Cinémax[4]
- Québec : 5 décembre 2010 sur Super Écran
- Suisse : 12 août 2011 sur TSR1[16]
- Belgique : 28 novembre 2011 sur BeTV

- États-Unis : 5,24 millions de téléspectateurs (première diffusion)[17]

- Crédités guest starring : 
  - Evan Rachel Wood (Sophie-Anne Leclerq)
  - Zeljko Ivanek (L'Ordonnateur)
  - Grant Bowler (Cooter)
  - Joe Manganiello (Alcide Herveaux)
  - Brit Morgan (Debbie Pelt)
  - J. Smith-Cameron (Melinda Mickens)
  - Cooper Hukabee (Joe Lee Mickens)
  - Lara Pulver (Claudine)
  - Don Swayze (Gus)
  - Lindsey Haun (Hadley Hale)
  - Melissa Rauch (Summer)

### Épisode 8:Nuit au soleil
- États-Unis : 8 août 2010 sur HBO[8]
- France : 23 novembre 2010 sur Orange Cinémax[4]
- Québec : 12 décembre 2010 sur Super Écran
- Suisse : 12 août 2011 sur TSR1[16]
- Belgique : 28 novembre 2011 sur BeTV

- États-Unis : 5,09 millions de téléspectateurs (première diffusion)[18]

- Créditée special guest starring : 
  - Alfre Woodard (Ruby Jean Reynolds)
- Crédités guest starring : 
  - Michael Raymond James (Rene Lenier)
  - Joe Manganiello (Alcide Herveaux)
  - Brit Morgan (Debbie Pelt)
  - Theo Alexander (Talbot)
  - James Frain (Franklin Mott)
  - J. Smith-Cameron (Melinda Mickens)
  - Lauren Bowles (Holly Cleary)
  - Lindsey Haun (Hadley Hale)
  - Don Swayze (Gus)
  - Gregory Sporleder (Calvin Norris)
  - James Harvey Ward (Felton Norris)

### Épisode 9:Tout est brisé
- États-Unis : 15 août 2010 sur HBO[8]
- France : 30 novembre 2010 sur Orange Cinémax[4]
- Québec : 19 décembre 2010 sur Super Écran
- Suisse : 19 août 2011 sur TSR1[19]
- Belgique : 5 décembre 2011 sur BeTV

- États-Unis : 5 millions de téléspectateurs (première diffusion)[20]

- Créditée special guest starring : 
  - Alfre Woodard (Ruby Jean Reynolds)
- Crédités guest starring : 
  - James Frain (Franklin Mott)
  - Lara Pulver (Claudine)
  - Lauren Bowles (Holly Cleary)
  - Lindsey Haun (Hadley Hale)
  - Gregory Sporleder (Calvin Norris)
  - James Harvey Ward (Felton Norris)
  - Jessica Tuck (Nan Flanagan)
  - Tara Buck (Ginger)
  - Tanya Wright (Kenya Jones)
  - Melissa Rauch (Summer)
  - Tess Alexandra Parker (Rosie)
- Crédité co-starring : 
  - Max Charles (Hunter Savoy)

### Épisode 10:Je sens un traître
- États-Unis : 22 août 2010 sur HBO[8]
- France : 30 novembre 2010 sur Orange Cinémax[4]
- Québec : 26 décembre 2010 sur Super Écran
- Suisse : 19 août 2011 sur TSR1[19]
- Belgique : 5 décembre 2011 sur BeTV

- États-Unis : 5,39 millions de téléspectateurs (première diffusion)[21]

- Crédités guest starring : 
  - Michael McMillian (Steve Newlin)
  - Theo Alexander (Talbot)
  - Lauren Bowles (Holly Cleary)
  - Gregory Sporleder (Calvin Norris)
  - Jessica Tuck (Nan Flanagan)
  - Melissa Rauch (Summer)
  - Natasha Alam (Yvetta)
  - Arielle Kebbel (Charlene)
  - Daniel Gillies (Jon)
  - Michael Steger (Tony)

### Épisode 11:Sang frais
- États-Unis : 29 août 2010 sur HBO[8]
- France : 7 décembre 2010 sur Orange Cinémax[4]
- Québec : 9 janvier 2011 sur Super Écran
- Suisse : 26 août 2011 sur TSR1[22]
- Belgique : 12 décembre 2011 sur BeTV

- États-Unis : 5,44 millions de téléspectateurs (première diffusion)[23]

- Crédités guest starring : 
  - Lauren Bowles (Holly Cleary)
  - Dale Raoul (Maxine Fortenberry)
  - Tara Buck (Ginger)
  - Natasha Alam (Yvetta)
  - Dakin Matthews (Dr. Robideaux)
  - Melissa Rauch (Summer)
  - Grey Damon (Kitch Maynard)
  - Carlson Young (Tammy)

### Épisode 12:Le diable est toujours là
- États-Unis : 12 septembre 2010 sur HBO[8]
- France : 7 décembre 2010 sur Orange Cinémax[4]
- Québec : 16 janvier 2011 sur Super Écran
- Suisse : 26 août 2011 sur TSR1[22]
- Belgique : 12 décembre 2011 sur BeTV

- États-Unis : 5,38 millions de téléspectateurs (première diffusion)[24]

- Créditées special guest starring : 
  - Evan Rachel Wood (Sophie-Anne Leclerq)
  - Adina Porter (Lettie Mae Thornton)
- Crédités guest starring : 
  - Michael Raymond James (Rene Lenier)
  - Michael McMillian (Steve Newlin)
  - Joe Manganiello (Alcide Herveaux)
  - Allan Hyde (Godric)
  - Tara Buck (Ginger)
  - Lara Pulver (Claudine)
  - Dale Raoul (Maxine Fortenberry)
  - Gregory Sporleder (Calvin Norris)
  - James Harvey Ward (Felton Norris)
  - Jessica Tuck (Nan Flanagan)
  - Gregg Daniel (Révérend Daniels)
  - Melissa Rauch (Summer)